# Saran Nghiem
Saran Nghiem, née le 25 décembre 2003 à Manchester, est une joueuse professionnelle de squash qui représente l'Angleterre. Elle atteint la 54e place mondiale en mars 2025, son meilleur classement. 

## Biographie
Saran Nghiem a déjà obtenu quelques succès chez les juniors filles. Elle remporte le championnat national des moins de 17 ans en 2017 et atteint les demi-finales des championnats d'Europe en individuel à Eindhoven en avril 2022, où elle est battue par Katie Malliff. Quelques mois plus tard, elle est éliminée en quart de finale du championnat du monde junior par Kenzy Ayman en cinq jeux. En 2022, elle intègre l'université Harvard,.